# Luiz Araújo
Luiz de Araújo Guimarães Neto, noto semplicemente come Luiz Araújo (Taquaritinga, 2 giugno 1996), è un calciatore brasiliano, attaccante del Flamengo.

## Caratteristiche tecniche
È un'ala sinistra di piede mancino,spesso è stato schierato sia sulla destra che come seconda punta,molto abile nelle ripartenze e nei contropiedi , si dimostra un giocatore molto prezioso in fase di ripiegamento grazie alla sua buona forza fisica. Il suo carattere esplosivo e la sua incostanza gli hanno impiedito di esprimere a pieno il suo potenziale.

## Carriera
Cresciuto nelle giovanili del San Paolo, ha debuttato in Série A il 5 giugno 2016 in un match vinto 1-0 contro il Cruzeiro.
Nel 2017 è stato acquistato dal Lilla.
Il 6 agosto 2021 viene ceduto a titolo definitivo all'Atlanta United.

## Statistiche

### Presenze e reti nei club
Statistiche aggiornate al 1° giugno 2025.
| Stagione              | Squadra               | Campionato            | Campionato | Campionato | Coppe nazionali | Coppe nazionali | Coppe nazionali | Coppe continentali | Coppe continentali | Coppe continentali | Altre coppe | Altre coppe | Altre coppe | Totale | Totale | Totale |
| Stagione              | Squadra               | Comp                  | Pres       | Reti       | Comp            | Pres            | Reti            | Comp               | Pres               | Reti               | Comp        | Pres        | Reti        | Pres   | Reti   |        |
| --------------------- | --------------------- | --------------------- | ---------- | ---------- | --------------- | --------------- | --------------- | ------------------ | ------------------ | ------------------ | ----------- | ----------- | ----------- | ------ | ------ | ------ |
| 2016                  | Grêmio Novorizontino  | A1/SP                 | 5          | 0          | CB              | 0               | 0               | -                  | -                  | -                  | -           | -           | -           | 5      | 0      |        |
| 2016                  | San Paolo             | A1/SP+A               | 0+22       | 0+2        | CB              | 2               | 0               | CL                 | 1                  | 0                  | -           | -           | -           | 25     | 2      |        |
| 2017                  | San Paolo             | A1/SP+A               | 15+4       | 3+2        | CB              | 4               | 2               | CS                 | 1                  | 0                  | -           | -           | -           | 24     | 7      |        |
| Totale San Paolo      | Totale San Paolo      | Totale San Paolo      | 15+26      | 3+4        |                 | 6               | 2               |                    | 2                  | 0                  |             | -           | -           | 49     | 9      |        |
| 2017-2018             | Lilla                 | L1                    | 34         | 5          | CF+CdL          | 1+1             | 0+1             | -                  | -                  | -                  | -           | -           | -           | 36     | 6      |        |
| 2018-2019             | Lilla                 | L1                    | 25         | 3          | CF+CdL          | 3+1             | 1+0             | -                  | -                  | -                  | -           | -           | -           | 29     | 4      |        |
| 2019-2020             | Lilla                 | L1                    | 21         | 2          | CF+CdL          | 3+3             | 1+1             | UCL                | 6                  | 0                  | -           | -           | -           | 33     | 4      |        |
| 2020-2021             | Lilla                 | L1                    | 28         | 4          | CF              | 3               | 0               | UEL                | 6                  | 0                  | -           | -           | -           | 37     | 4      |        |
| ago. 2021             | Lilla                 | L1                    | 0          | 0          | CF              | 0               | 0               | UCL                | 0                  | 0                  | SF          | 1           | 0           | 1      | 0      |        |
| Totale Lilla          | Totale Lilla          | Totale Lilla          | 108        | 14         |                 | 15              | 4               |                    | 12                 | 0                  |             | 1           | 0           | 136    | 18     |        |
| 2021                  | Atlanta United        | MLS                   | 15+1       | 4          | -               | -               | -               | CCL                | -                  | -                  | -           | -           | -           | 16     | 4      |        |
| 2022                  | Atlanta United        | MLS                   | 28         | 4          | USOC            | 2               | 2               | -                  | -                  | -                  | -           | -           | -           | 30     | 6      |        |
| 2023                  | Atlanta United        | MLS                   | 16         | 3          | USOC            | 1               | 0               | -                  | -                  | -                  | -           | -           | -           | 17     | 3      |        |
| Totale Atlanta United | Totale Atlanta United | Totale Atlanta United | 59+1       | 11         |                 | 3               | 2               |                    | -                  | -                  |             | -           | -           | 63     | 13     |        |
| 2023                  | Flamengo              | A/RJ+A                | 0+20       | 0+3        | CB              | 5               | 0               | CL                 | 1                  | 0                  | -           | -           | -           | 26     | 3      |        |
| 2024                  | Flamengo              | A/RJ+A                | 13+25      | 1+4        | CB              | 6               | 1               | CL                 | 8                  | 1                  | -           | -           | -           | 52     | 7      |        |
| 2025                  | Flamengo              | A/RJ+A                | 10+10      | 3+2        | CB              | 1               | 0               | CL                 | 6                  | 1                  | SdB+Cmc     | 1+1         | 1+1         | 29     | 8      |        |
| Totale Flamengo       | Totale Flamengo       | Totale Flamengo       | 23+65      | 4+9        |                 | 12              | 1               |                    | 15                 | 2                  |             | 2           | 2           | 107    | 18     |        |
| Totale carriera       | Totale carriera       | Totale carriera       | 302        | 45         |                 | 36              | 9               |                    | 27                 | 2                  |             | 3           | 2           | 360    | 58     |        |

## Palmarès

### Competizioni statali
- Campionato Carioca: 2

Flamengo: 2024, 2025
- Taça Guanabara: 2

Flamengo: 2024, 2025

### Competizioni nazionali
- Campionato francese: 1

Lilla: 2020-2021
- Supercoppa francese: 1

Lilla: 2021
- Coppa del Brasile: 1

Flamengo: 2024
- Supercoppa del Brasile: 1

Flamengo: 2025